# Nuneham House
Nuneham House est une villa du XVIIIe siècle de style palladien, située dans un parc à Nuneham Courtenay dans l'Oxfordshire, en Angleterre. Elle appartient actuellement à l'Université d'Oxford et est utilisée comme centre de retraite par la Brahma Kumaris World Spiritual University. En septembre 2016, la maison et mille acres de parc et de terres agricoles environnantes, notamment le village de Nuneham Courtenay, sont mis en vente en trois lots distincts pour un total de 22 millions de livres sterling.

## Histoire
La maison est construite en 1756 sur le site d'une propriété antérieure et du village environnant par Stiff Leadbetter (en) pour Simon Harcourt, 1er comte Harcourt. Les intérieurs sont conçus par James Stuart et Lancelot "Capability" Brown conçoit les terrains paysagers. Il s'agit d'un bâtiment classé Grade II*.
Lord Harcourt démolit le village d'origine de Nuneham Courtenay dans les années 1760 afin de créer un parc paysager autour de sa nouvelle villa. Il enlève le village existant dans son intégralité, le reconstruisant et détournant la route principale d'Oxford à Londres (maintenant l'A4074).
Dans les années 1760, Oliver Goldsmith est témoin de la démolition d'un ancien village et de la destruction de ses fermes pour défricher des terres pour devenir le jardin d'un homme riche. Son poème The Deserted Village, publié en 1770, exprime la crainte que la destruction des villages et la conversion des terres de l'agriculture productive en jardins paysagers ornementaux ne ruinent la paysannerie. Il donne à son village déserté le pseudonyme "Sweet Auburn", mais ne révèle pas le vrai village auquel il se réfère. Cependant, il indique que c'est à environ 50 milles (80,4672 km) de Londres et on pense généralement qu'il s'agissait de Nuneham Courtenay.
La maison est modifiée par Henry Holland en 1781-1782, notamment l'élévation des ailes. En 1789, le 2e comte Harcourt reconstruit le bâtiment "Carfax Conduit" dans une position bien en vue dans le parc. Il a dû être déplacé de Carfax au centre d'Oxford, où il constituait un obstacle à la circulation.
En 1904, après la mort de Sir William Harcourt, Nuneham House passe à son fils, Lewis Harcourt, connu par beaucoup sous le nom de "Loulou". Il épouse Mary Ethel Burns, une nièce du financier et banquier américain JP Morgan. Le domaine hérité par le jeune couple a besoin d'une rénovation majeure, ce qu'ils ne peuvent pas se permettre. Morgan accorde une ligne de crédit de 52 000 £ (260 000 $) auprès de sa banque londonienne pour sa nièce, dont il lui dit qu'elle n'avait pas besoin d'être remboursée. Les Harcourt utilisent ces fonds pour rénover les anciens bâtiments et terrains.
Pendant la Seconde Guerre mondiale, Nuneham House et son parc environnant sont réquisitionnés par le ministère de la Défense et deviennent RAF Nuneham Park, un PRIU ou unité d'interprétation de reconnaissance photographique. Des photographies prises par des avions de la RAF Benson et d'autres aérodromes au-dessus du territoire ennemi sont examinées ici par des officiers de la RAF ainsi que par de petits contingents de l'armée, de la Royal Navy et de l'USAAF. Des huttes Nissen et d'autres bâtiments plus grands sont érigés à côté du manoir, notamment un cinéma de camp auquel les villageois sont invités à assister. La station de la RAF continue après la guerre dans le même rôle jusqu'au milieu des années 1950, lorsque les bâtiments et les routes ajoutés sont démolis et que le domaine est rendu à la famille Harcourt, qui le vend à l'Université d'Oxford.
Le Harcourt Arboretum, qui fait partie de la collection d'arbres et de plantes du Jardin botanique de l'université d'Oxford, occupe une partie de ce qui était le terrain de Nuneham House.
Le parc paysager et les jardins d'agrément entourant la maison sont classés Grade I au Registre des parcs et jardins historiques .
Le domaine comprend l'ancien presbytère privé de deux étages, construit en 1759 à la limite nord par le premier comte. Il est classé Grade II en 1963 dans le cadre du "Nuneham Courtney Park and Garden",.